# Divergence ultraviolette

Une divergence ultraviolette est une situation dans laquelle une intégrale diverge du fait de contributions d'objets de très haute énergie ou de phénomènes physiques à très courtes distances. Il en résulte une solution infinie pour un problème physique qui attend une solution finie.
Ce type de divergence doit son nom à la catastrophe ultraviolette.